# Porcelana Monte Sião
Porcelana Monte Sião é uma empresa especializada na produção de porcelana azul e branca. Foi fundada em 1959 na cidade de Monte Sião, em Minas Gerais, tendo foco na produção artesanal de uma linha de produtos feitos de porcelana e compostas por peças domésticas como xícaras, pires, travessas, canecas e copos.

## História
Inicialmente, a produção da Porcelana Monte Sião restringia-se a bibelôs, mas foi a partir da criação uma réplica de um jarro azul e branco trazido de Portugal por um cliente, que a empresa começou a produzir versões similares baseadas naquela porcelana portuguesa. A partir de então, os artesãos começaram a pintar as hoje características flores azuis da Monte Sião em diversas linhas de produtos. Inicialmente, as peças eram vendidas em pequenos eventos e feiras nas cidades vizinhas. Com o aumento do número de turistas na cidade, uma loja própria foi inaugurada no mesmo local onde se localizava a fábrica, visando vender seus produtos e atrair os visitantes para conhecer o seu processo de produção totalmente artesanal.
Tudo é feito manualmente – desde o enchimento dos moldes com a massa líquida à base de argila, a retirada da peça seca de dentro dos moldes e o corte das sobras de massa, a aplicação da pintura com pincel sobre a peça crua, até finalizar com o banho de esmalte vitrificante. A peça é então cozida a 1300 °C por aproximadamente 48 h em forno a lenha. Outras 48 h são necessárias para que o forno esfrie possibilitando a retirada das peças. No passado, a Monte Sião também decorava com a técnica do esponjado que aplica os pigmentos com o auxílio de uma esponja. A fábrica possui apenas um forno e produz cerca de 35 mil peças por mês (2010). O forno é utilizado em média duas vezes por mês.